# The Pall Mall Magazine

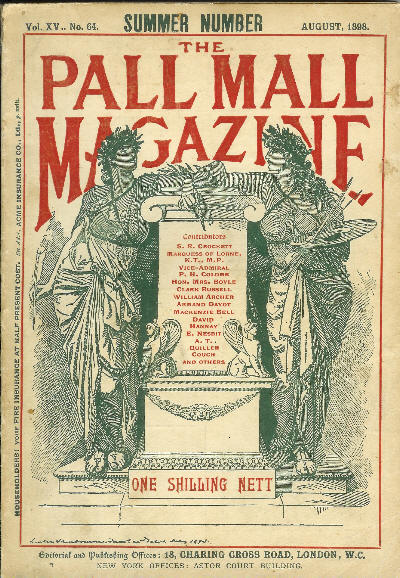
Aflevering uit 1898

The Pall Mall Magazine was een Engels literair tijdschrift dat maandelijks verscheen van 1893 tot 1914. Het blad werd opgericht door de steenrijke William Waldorf Astor, die van oorsprong Amerikaan was maar zich in 1899 tot Brit liet naturaliseren. Hij was al eigenaar van het dagblad Pall Mall Gazette en begon het tijdschrift onder meer vanwege zijn interesse in kunst en literatuur. Het was een concurrent voor The Strand Magazine en bediende ongeveer hetzelfde publiek. Sommige schrijvers en kunstenaars publiceerden werk in beide bladen, zoals de illustrator Sidney Paget, Herbert George Wells en Arthur Conan Doyle.
De 'Pall Mall' bevatte gedichten, korte verhalen, romans in feuilletonvorm, recensies en veel illustraties. Werk van diverse bekende schrijvers, illustratoren en schilders werd gepubliceerd, onder wie Algernon Charles Swinburne, Rudyard Kipling, Jack London, Joseph Conrad, George Meredith, Thomas Hardy, Robert Louis Stevenson, Bram Stoker, H. Rider Haggard, William Michael Rossetti, Ford Madox Ford, Ouida, Max Beerbohm, Aubrey Beardsley en Frederic Leighton.
In 1912 verkocht Astor het blad voor een kennelijk gering bedrag aan de Hearst Corporation. In 1914 ging het blad samen met Hearsts Nash's Magazine onder de titel Nash's Pall Mall Magazine. In mei 1927 verschenen de bladen weer apart, maar in september 1929 werden ze weer samengevoegd.
In 1937 werd de uitgave stopgezet.